# Шаманизм в Китае
Шаманизм в Китае — это религиозный институт в Древнем Китае эпохи династии Шан-Инь, берущий своё начало с неолита. Данный институт имел четкое деление и выполнял определённые функции. Служителями были шаманы У (кит. 巫).

## Возникновение шаманского комплекса
Шаманский комплекс начал зарождаться ещё в эпоху неолита. Для общества того времени был характерен тотемизм. Об этом свидетельствуют находки вроде фигурки из пещеры Шакотунь, которая изображает человека с головой тигра. Также в пример можно привести изображения рыб-людей на баоньских сосудах. Шаманы, скорее всего, надевали шкуры тотемного животного в попытке им стать, и в этом они мало чем отличаются от современных шаманских общин. Их техники так же основывались на вхождение в транс посредством танцев, музыки. Поэтому их вполне можно называть шаманами, в том смысле, в котором это слово используется сейчас.
Магико-тотемистические обряды и контакты с духами были обычным делом для шаманов. В представлении китайцев тогда не было великих богов,
«… лишь существовали силы, олицетворяющие природные стихии. Поскольку это было земледельческое общество, то логично предположить, что доминировавшие культы так или иначе имели отношение к плодородию. Идея плодородия и идея размножения всегда во всех коллективах символизировала женщина. Поэтому в те времена под словом „шаман“ подразумевалась женщина-шаманка, которая играла ведущую роль во всех магических ритуалах, где необходимо было обратиться к идеи размножения или плодородия.»
В 16-м веке до н. э. — время становления династии Шан. Древние магические представления неолита начинают медленно преобразовываться в официальную религию. Появляется новое, могущественное, ни с чем не сравнимое верховное божество Шан-ди. Одновременно усиливается культ предков. Представления о том, что миры живых и мёртвых взаимодействуют друг с другом, действуют необычайно сильно. Возникает и вера в то, что общение между мирами вполне возможно. Духи могут дать ответ на вопрос, разрешить спорные ситуации или просто дать совет — достаточно лишь их правильно спросить. На первое место выходит мантика (гадание). И, хотя, судя по находкам, подобные обряды проводились и раньше, тогда они не занимали центрального места во всей религиозной системе. В официальном культе это видно намного яснее. В деревнях же продолжали проводиться практики локального шаманизма, да и полноценный обряд гадания могла себе позволить лишь знать.
Собственно, гадательный обряд не требовал от гадателя каких-либо сверхъестественных способностей. Смысл заключался в том, что гадатель должен был узнать у Шан-ди (реже - у других божеств или духов предков) ответ на чётко поставленный вопрос, а затем - его интерпретировать императору. Техника гадания была следующая. На лопаточной кости чаще всего барана или на панцире черепахи гадатель наносил в строгом порядке (для определённого случая) несколько углублений. После на кости выцарапывался вопрос, на который можно было ответить либо положительно, либо отрицательно. Иногда ещё писалось имя отправителя ритуала и некоторые другие детали. Затем в отверстия входила раскалённая бронзовая палочка, что провоцировало возникновение трещин. Именно они-то и читались как ответ.
Стоит подробнее разобрать социальный уровень должности гадателя. Поскольку они владели письменностью, они были очень хорошо образованы. Их даже можно назвать первыми из китайцев, сумевших овладеть сложной системой иероглифической письменности. Соответственно, гадателем мог стать далеко не каждый в силу своего происхождения. Это были люди знатных аристократических семей, с детства получившие хорошее образование.
Вера шаньцев в то, что с миром мёртвых, как и с божествами, можно контактировать, вызывала огромное внимание к ритуалам гадания. Без них не принималось ни одно государственное решение. Позже с помощью него даже узнавали подлинное имя наложниц, если оно по каким-то причинам было неизвестным. Мантическим обрядам определялась очень большая роль, поэтому гадатели были достаточно сильно приближены к императору — они были его ближайшими сподвижниками и помощниками. Они должны были разбираться в положении дел, дабы составить понятный императору ответ. Скажем, уже в эпоху Чжоу, согласно материалам «Шуцзин», ритуал проводили 7 гадателей. 5 из них гадали по панцирям черепах, 2 - по стеблям тысячелистника. При этом некоторые из них участвовали непосредственно в самом ритуале, а другие согласовывали все результаты, составляя при этом ответ императору. Ответ должен был соответствовать не только поставленной проблеме, но желаниям и воле вана. Стоит ещё отметить, что в случае разногласий среди разных групп советовалось все же отдавать предпочтение гаданиям.
Итак, в эпоху Шан-Инь и в начале Чжоу мантика играла огромное значение в политической жизни общества. Гадатели занимали высочайшую позицию в государственном аппарате. Именно поэтому их было не так уж и много. В эпоху Шан-Инь их на протяжении трёхсот веков[уточнить] сменилось 117 человек (зафиксированных в гадательных надписях). Это, как уже сказано, были образованные и сведущие в государственных делах люди.
Можно смело говорить о том, что система шаманов У существовала уже при Шан-Инь. Пиктографические формы иероглифов встречаются в текстах того периода (цзя гу вень — надписи на гадательных костях, 13-12 вв до н. э.). Из этих текстов также следует, что си исполняли функцию гадателей. Термин «wu» сам по себе имел иное значение, чем при Чжоу. Согласно «Шо вень цзы», знаменитому словарю Сюй Шэня, написанному в эпоху Хань, традиция wu восходит к двум: отцу (У Сянь, Всеобщий жрец) и сыну (У Сянь, Достойный жрец). Оба они служили в эпоху Шань при царях Тай-у и Цзу-у (время с 16-го по 15-й вв. до н. э.). Из всего этого можно заключить, что в эпоху Шань уже существовало понятие об wu как шаманах. Соответственно, были и практики, отличающие их от гадателей. Также были Си, с помощью которых позже, в эпоху Чжоу, стали обозначать лидеров спирит-медиумов. Можно предположить, что после захвата Шань именно гадатели, либо Си, заняли должность siwu. Об этом речь пойдёт позже.
Во время завоевания иньцев племенами чжоу, западными синотибетцами, возникло новое государство Чжоу. Со времени его появления духовная сфера государства, как, впрочем, и все остальные, подверглась сильным изменениям. Согласно «Чжоу ли», одному из конфуцианских канонов («Ши сань цзин»), при утверждении государства Чжоу было создано специальное ведомство Ли-гуань, министерство ритуалов. Ведущее место гадательных ритуалов заняли wu, или, проще говоря, спирит-медиумы.

## Устройство Министерства Ритуалов
Прежде всего, следует сказать несколько слов об источнике, по которому строится представления о wu. Лотар Фолкенхаузен в своей статье уделяет этому особое внимание. Текст «Чжоу ли», или «Чжоуские ритуалы», — текст, который был создан, чтобы отчасти описать, но и в какой-то степени идеализировать императорский двор. Трактат «Чжоу ли» содержит небольшие отрывки о мужчинах-шаманах(нань у) и женщинах-шаманах(ню у), сохранённые в самый ужасный период Сражающихся Царств. Неизвестно, является ли текст написанным сам по себе в своё время, либо переписан с более ранних источников. По мнению учёного Свена Бромана, многие из его утверждений могут быть поддержаны более ранними, независимыми текстовыми материалами. Лотран высказывает собственное мнение, то информация представленная в тексте была систематично отобрана, фрагмент за фрагментом, из ранее существовавших источников, таких как «Ши дзин»(Shi jing), «Шан шу»(Shang shu).
Недавние эпиграфические исследования показали, что некоторая терминология из «Чжоу ли» состоит из сохранённых бронзовых надписей периода Западного Чжоу. В какой мере устно передаваемое знание могло быть добавлено в работу «Чжоу ли», сейчас неизвестно, но подобное знание не могло быть представлено легко и доступно, так как текст был составлен в то время, когда древняя чжоуская ритуальная система пришла в упадок. Без сомнений, в любом случае, автор или авторы были высоко образованными людьми, которые объединили все, что было им известно о ранней административной практике — хотя и структура, в которую они объединили такую информацию была по существу их творением.
Итак, согласно «Чжоу ли» шаманы У были чиновниками «Министерства ритуалов» или «Министерство Вёсен». Министерство состояло из нескольких подразделов, однако в текстах их имена чётко не обозначены. Основываясь на таких авторах, как Чжан Ячу и Лю Ю можно говорить о следующих отделениях:
1. Персонал, обслуживающий храмы.
2. Персонал, обслуживающий гробницы.
3. Музыканты.
4. Гадатели.
5. Призыватели (инвокаторы).
6. Писцы ритуалов.
7. Храмовые писцы.
8. Персонал, обслуживающий ритуальный транспорт.
9. Чиновники храмов за пределами столицы.

Во главе каждого отделения стоял чиновник ранга да фу, секции отделений возглавляли чиновники ранга ши. Внутри каждой такой секции могло находится несколько чиновников более низких рангов. Помимо их в офис входил следующий персонал: писцы, слуги и посыльные, которые не имели никакого ранга в иерархии. По некоторым подсчётам, Министерство Ритуалов насчитывало 3763 человек. Но с другой стороны были такие офисы, которые не входили в официальные документы. Так что невозможно вывести даже более менее точное число служащих «Министерства ритуалов». Таких, кто не вошёл в служебные списки, предположительно, было великое количество.
В «Чжоу ли» спирит-медиумы определяются как служащие отделения призывателей, возглавляемые «Великим Инвокатором». Всего, кстати, отдел призывателей насчитывал 227 человек, не считая самих спирит-медиумов. Возможно, они находились в отделении инвокаторов, поскольку в проведении ритуалов их функции были взаимозависимы.
Согласно Сан Ижан, спирит-медиумов можно разделить на 3 группы: сыу, наньу и нюу. Сыу — лидеры офиса шаманов, занимающие ранг чжонши. У каждого из них были свои слуги. Сыу не были спирит-медиумами как таковыми, они имели только управленческие функции. Управляя штатными спирит-медиумами, они направляли последних:
-во время засухи устраивать ритуалы вызова дождя.
-во время серьёзных катастроф в стране проводить долгие практики-ритуалы.
-в погребальных ритуалах вызывать духов.
Так же они имели следующие функции:
-Во время официальных жертвоприношений они держали родовые таблички, одежду и ящик с жертвенной едой.
-Во всех официальных церемониях они находились у места, где сжигались приношения.
В последних двух перечисленных действиях наньу и нюу не принимали участия. Таким образом, сыу сравнимы с остальными чиновниками отделения Инвокаторов; они являлись официальными лицами, а не рядовыми спирит-медиумами, причём имели над последними власть. Их функции никак не касаются религиозных практик, их задачей была ответственность за проведение ритуалов, а не их исполнение. Это оказало, как мне кажется, оказало значимое влияние на дальнейшую историю Китая, так как, можно сказать, сыу были представителями жречества, однако они не могли образовать касту (а, следовательно, ограничить власть императора) — они одновременно были и чиновниками.
Что касаемо остальных представителей wu: nanwu и nuwu, то они фактически не занимали места в официальной иерархии, поэтому невозможно точно сказать, сколько их было. В официальном документе их числится четверо, однако этим их число, конечно же, не ограничивается. В официальной записи речь идет о 4 wu ранга zhongshi. Считается, что это были так называемые инструкторы всех спирит-медиумов(как женщин, так и мужчин), наиболее выдающиеся мужчины.
Как происходило ранжирование спирит-медиумов? На этот вопрос сложно ответить, так как в «Чжоу Ли» не уделяется этому достаточного внимания. Видимо, его авторы предполагали, что должности должны передаваться по наследству, что было обычным явлением в эпоху Чжоу. Единственное, от чего можно оттолкнуться, это некое понятие «умение». Чжен Сюань это трактует так: «Те, кто был выделен духами — достигшие совершенства среди мужчин спирит-медиумов. „Умение“ относится к ритуалам, музыке, стрельбе, верховой езде, математике и письму. Наибольшего достигшие становятся шанши, следующие чжонши, и последние — сяши». Если это было правдой, то любой мужчина спирит-медиум мог получить титул, и стать аристократом(«выделен духами» значит получил от них некий титул). В таком случае возможность получить ранг ши имел каждый. Однако это мнение опроверг Сан Ижан.
Итак, наньу, по мнению таких учёных, как Сань Ижан и Жэн Юань, составляли особый класс, который не входил в официальную иерархию, и возможность быть в этом классе не передавалась по наследству. Для вхождения требовались специальные навыки, а точнее владение определёнными техниками, что, предположительно, не имели ничего общего с навыками у сыу. Наньу мог стать любой человек.

## Функции шаманов
В «Чжоу ли» спирит-медиумы определяются как служащие отделения призывателей, возглавляемые «Великим Инвокатором». Всего, кстати, отдел призывателей насчитывал 227 человек, не считая самих спирит-медиумов. Возможно, они находились в отделении инвокаторов, поскольку в проведении ритуалов их функции были взаимозависимы.
Согласно Сан Ижан, спирит-медиумов можно разделить на 3 группы: сыу, наньу и нюу. Сыу — лидеры офиса шаманов, занимающие ранг чжонши. У каждого из них были свои слуги. Сыу не были спирит-медиумами как таковыми, они имели только управленческие функции. Управляя штатными спирит-медиумами, они направляли последних:
- во время засухи устраивать ритуалы вызова дождя.
- во время серьёзных катастроф в стране проводить долгие практики-ритуалы.
- в погребальных ритуалах вызывать духов.

Также они имели следующие функции:
- во время официальных жертвоприношений они держали родовые таблички, одежду и ящик с жертвенной едой.
- во всех официальных церемониях они находились у места, где сжигались приношения.

В последних двух перечисленных действиях наньу и нюу не принимали участия. Таким образом, сыу сравнимы с остальными чиновниками отделения Инвокаторов; они являлись официальными лицами, а не рядовыми спирит-медиумами, причём имели над последними власть. Их функции никак не касаются религиозных практик, их задачей была ответственность за проведение ритуалов, а не их исполнение. Это оказало, как мне кажется, оказало значимое влияние на дальнейшую историю Китая, так как, можно сказать, сыу были представителями жречества, однако они не могли образовать касту (а, следовательно, ограничить власть императора) — они одновременно были и чиновниками.
Что касаемо остальных представителей wu: nanwu и nuwu, то они фактически не занимали места в официальной иерархии, поэтому невозможно точно сказать, сколько их было. В официальном документе их числится четверо, однако этим их число, конечно же, не ограничивается. В официальной записи речь идет о 4 wu ранга zhongshi. Считается, что это были так называемые инструкторы всех спирит-медиумов(как женщин, так и мужчин), наиболее выдающиеся мужчины.
Как происходило ранжирование спирит-медиумов? На этот вопрос сложно ответить, так как в «Чжоу Ли» не уделяется этому достаточного внимания. Видимо, его авторы предполагали, что должности должны передаваться по наследству, что было обычным явлением в эпоху Чжоу. Единственное, от чего можно оттолкнуться, это некое понятие «умение». Чжен Сюань это трактует так: «Те, кто был выделен духами — достигшие совершенства среди мужчин спирит-медиумов. „Умение“ относится к ритуалам, музыке, стрельбе, верховой езде, математике и письму. Наибольшего достигшие становятся шанши, следующие чжонши, и последние — сяши». Если это было правдой, то любой мужчина спирит-медиум мог получить титул, и стать аристократом(«выделен духами» значит получил от них некий титул). В таком случае возможность получить ранг ши имел каждый. Однако это мнение опроверг Сан Ижан.
Итак, наньу, по мнению таких учёных, как Сань Ижан и Жэн Юань, составляли особый класс, который не входил в официальную иерархию, и возможность быть в этом классе не передавалась по наследству. Для вхождения требовались специальные навыки, а точнее владение определёнными техниками, что, предположительно, не имели ничего общего с навыками у сыу. Наньу мог стать любой человек.

### Функции шаманов У
Наньу и нюу имели разные функции. Итак:
Наньу:
1. Были ответственны за ритуалы с божествами рек и гор.
2. Из главного храма они зимой выпускали стрелы по 4 м направления, метясь в злых духов, после чего сопровождали их прочь.
3. Весной они совершали воззвания и накладывали запреты так, чтобы отпугнуть болезни и беды.
4. Во время траура исполняли обряды перед императором.
5. Выступали в роли целителей.

Нюу:
1. Участвовали в ежегодных ритуалах очищения.
2. Проводили ритуалы вызова дождя во время засух.
3. Во времена катастроф в стране они молились и пели.
4. Во время траура исполняли обряды перед императрицей.

Во время похорон под руководством Сыу мужчины или женщины У(это не известно) вызывали духов смерти.
Важным фактом является то, что заклинатели (к которым можно отнести и Сыу) всегда сопровождали либо руководили ритуалами, которые проводили У. Отсюда можно заключить, что их функции были взаимозависимыми. заклинатели отвечали за технику ритуала, за его зрелищность проведения. Их функции исключительно жреческие.
Так же стоит обратить внимание на то, что шаманы имели связь с негативными материями, ужасающими и злыми духами, боролись с разного рода энергетическими загрязнениями.
Итак, как это видно, Наньу и Нюу отправляли совершенно разные ритуалы. Если посмотреть внимательно, то практики мужчин в целом можно окрестить словом экзорцизм. Это подтверждает и техника исцеления больного — шаманы собственно не лечил, но изгонял из тела злого духа, духа болезни.
Роль женщин в основном сводилась к ритуалу выставления во время засух. Здесь, правда, следует упомянуть тот факт, что несколько позже подобные ритуалы пытались проводить и мужчины. Сохранились упоминания о том, как в 1 веке н. э. мужчина-шаман подверг себя самосожжению в целях прекращения засухи — его спас своевременно начавшийся дождь.
Как это видно, наньу и нюу выполняли практическую часть ритуалов. Их задачей было уметь контактировать с духами, но при этом за самой формой ритуалов следили заклинатели и сыу. Раньше было разобрано, что занять любую из последних двух должностей мог только человек знатного происхождения. Поэтому по социальной иерархии они считались выше, чем рядовые шаманы, хотя на последних и лежало все бремя ответственности за результат.
Текст «Чжоу Ли» не даёт точного описания, что требовалось от человека, чтобы стать посредником для духов. Обладали ли эти люди врождёнными способностями, или они им учились? Существование инструкторов, У ши, может значить то, что существовали специализированные школы. Но какие умения нужно было продемонстрировать, чтобы попасть в ученики? На это нельзя дать точный ответ. В школах, скорее всего, мастер обучал учеников правильно проводить ритуалы, меньше времени уделялось развитию способностей.
Странным является то, что посрединик для духов не участвовали в родовых церемониях, которые, скорее всего, занимали центральную роль во всех ритуалах. Вообще круг их деятельности связан только с природными богами. Из отсутствие в родовых церемониях может значить лишь то, что для этого имелся особый класс людей.
В родовых церемониях дух предка сам избирал одного из своих живых потомков ши. Многие учёные ставят под сомнение способность ши входить в транс, так как они не имели должной подготовки, которую проходили шаманы.
Итак, согласно «Чжоу Ли», были инвокаторы-жрецы и спирит-медиумы. Ритуалы делились на поклонение природным богам и родовые ритуалы. Заклинатели, при этом, могли исполнять свои функции, связанные с порядком церемонии, и там и там. Но родовые церемонии отправлялись строго неспециалистами ши, а почитание природных богов было делом исключительно посредников для духов.
Со временем Министерство Ритуалов, как и сама династия Чжоу, пришло в упадок. С 770 г. до н. э., после переноса столицы в Лоян, началась децентрализация власти. Постепенно мантика, шаманизм и многое другое опустилось до уровня народных суеверий. Все это происходило на фоне появления новых концепций и учений, среди которых было и Конфуцианство. Если область деятельности шаманов встала на служение масс, то представители жречества, образованные люди, стали составляющим новых течений.